# Mantillica beieri
Mantillica beieri är en bönsyrseart som beskrevs av Johann Heinrich Kaltenbach 1957. Mantillica beieri ingår i släktet Mantillica och familjen Thespidae. Inga underarter finns listade i Catalogue of Life.